# مصطفى كمال النابلي
مصطفى كمال النابلي (10 فيفري 1948 -) هو خبير اقتصادي تونسي، شغل محافظا للبنك المركزي التونسي بعد الثورة التونسية في سنتي 2011 و2012
ترشح للانتخابات الرئاسية لسنة 2014 ثم إنسحب قبل الدور الأول لفائدة المرشح الباجي قائد السبسي.

## تكوينه ومساره المهني
ولد مصطفى كمال النابلي في طبلبة. وهو حاصل على الأستاذية في العلوم الاقتصادية (جائزة رئيس الجمهورية) من كلية الحقوق والعلوم السياسية و الاقتصادية بتونس و على دبلوم المدرسة الوطنية للإدارة بتونس(1969). وبعدها تحصل على ماجستير و دكتوراه في العلوم الاقتصادية(1974) من جامعة كاليفورنيا بلوس أنجلس. عمل أستاذا مساعدا ثم بداية من عام 1980 أستاذا مبرزا في الاقتصاد، و
رجع إلى بلده في سنة 1974 و التحق بالجامعة التونسية كأستاذا مساعدا ثم أستاذا مبرزا في الاقتصاد بداية من عام 1980، وقد تحمل عدة مسؤوليات في الجامعة التونسية منها مدير قسم البحوث الاقتصادية.
كما قام بالتدريس في جامعة جنوب كاليفورنيا، في جامعة مونتريال، في جامعة لوفان الكاثوليكية ببلجيكا، وفي جامعة باريس الأولى، بانتيون السوربون، فرنسا. نشر عدة مقالات علمية وكتب في الاقتصاد. عين خبيرا لدى عدة منظمات وخاصة منها الأمم المتحدة، المجموعة الاقتصادية الأوربية ولدى جامعة الدول العربية، وأدار قسم الشرق الأوسط وإفريقيا الشمالية لدى البنك الدولي.

## في السياسة
ترأس مجلس إدارة بورصة تونس في سنة 1988 و شغل منصب وزيرللتخطيط والتنمية الجهوية في سنة 1990إلى حد سنة 1995 وسمي بعد الثورة التونسية محافظا للبنك المركزي التونسي .

## الإقالة
في 27 جوان 2012 قرر الرئيس محمد المنصف المرزوقي إقالته من منصبه، وقد صادق المجلس الوطني التأسيسي على ذلك يوم 18 جويلية 2012 ب100 صوتا مقابل اعتراض 62 نائبا، وتم تعيين بالشاذلي العياري بموافقة 97 عضوا مقابل 89 صوتا بضد وامتناع 4 آخرين عن التصويت.